# Pouteria gongrijpii
Pouteria gongrijpii är en tvåhjärtbladig växtart som beskrevs av Pierre Joseph Eyma. Pouteria gongrijpii ingår i släktet Pouteria och familjen Sapotaceae. Inga underarter finns listade i Catalogue of Life.